# 14114 Randyray
14114 Randyray è un asteroide della fascia principale. Scoperto nel 1998, presenta un'orbita caratterizzata da un semiasse maggiore pari a 2,3917214 UA e da un'eccentricità di 0,1800753, inclinata di 3,47996° rispetto all'eclittica.
L'asteroide è dedicato all'insegnante americano Randy Ray. 